# Fritz Hegenbart

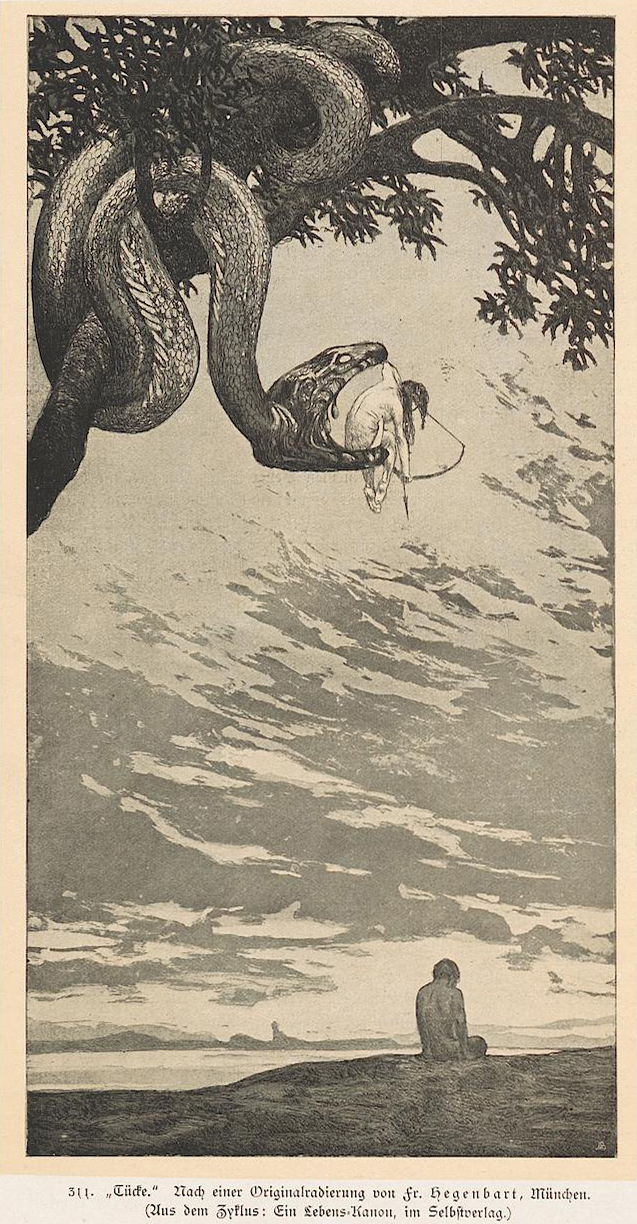
Tücke (um 1900,
aus dem Zyklus Ein Lebens-Kanon)

Fritz Hegenbart (* 15. September 1864 in Salzburg; † 29. Oktober 1943 in Bayerisch Gmain) war ein österreichischer Maler, Grafiker, Radierer und Bildhauer.
Geboren als Sohn eines Professors am Prager Konservatorium, wurde ursprünglich zum Musiker ausgebildet, studierte seit 1886 an der Akademie der Bildenden Künste Prag, seit 1888 an der Königlichen Akademie der Künste in München bei Frank Kirchbach.
Hegenbart verbrachte einige Zeit in Frankfurt am Main, Salzburg, Paris und Dinkelsbühl, ließ sich danach in München nieder, wo er eine Malschule eröffnete. Daneben unterrichtete er zwischen 1900 und 1902 die Fächer Kostüm (Malen nach der bekleideten Figur) und Illustration an der Damenakademie des Münchner Künstlerinnenvereins. Von 1907 bis 1910 war er in Darmstadt tätig, kehrte dann wieder nach München zurück.
Hegenbart war Mitarbeiter der „Jugend“ und der „Fliegenden Blätter“. Von 1902 bis 1912 war er Mitglied des „Hagenbundes“. Um die 1900er Jahrhundertwende war sein Schaffen vom Jugendstil beeinflusst.